# Chéserex
Chéserex es una comuna suiza del cantón de Vaud, situada en el distrito de Nyon. Limita al norte con la comuna de Gingins, al este con Grens, al sur con Borex y Crassier, y al oeste con La Rippe.
La comuna hizo parte hasta el 31 de diciembre de 2007 del círculo de Gingis.